# Zarzyczka
Zarzyczka, kortuza (Cortusa L.) – rodzaj roślin należący do rodziny pierwiosnkowatych, wyróżniany zwłaszcza w dawniejszych (do końca XX wieku) ujęciach systematycznych. Takson ten na przełomie XX i XXI wieku został włączony do rodzaju pierwiosnek Primula ponieważ badania molekularne wykazały, że tradycyjnie wyróżniany rodzaj Cortusa jest zagnieżdżony w Primula.
Zaliczano tu ok. 10 gatunków występujących na obszarze od środkowej Europy po północną Azję. We florze Polski występuje jeden gatunek – zarzyczka górska C. matthioli (≡ Primula matthioli).
Nazwa rodzajowa została nadana na cześć Giacomo Antonio Cortuso, profesora botaniki na Uniwersytecie w Padwie we Włoszech w XVI wieku.

## Systematyka
Rodzaj w XX wieku ujmowany był zwykle jako odrębny w klasyfikacji biologicznej rodziny pierwiosnkowatych. Na konieczność włączenia Cortusa do rodzaju pierwiosnek Primula wskazały ostatecznie badania molekularne na przełomie XX i XXI wieku, uzupełnione o analizy kariotypu i cech morfologicznych.